# 最高峰

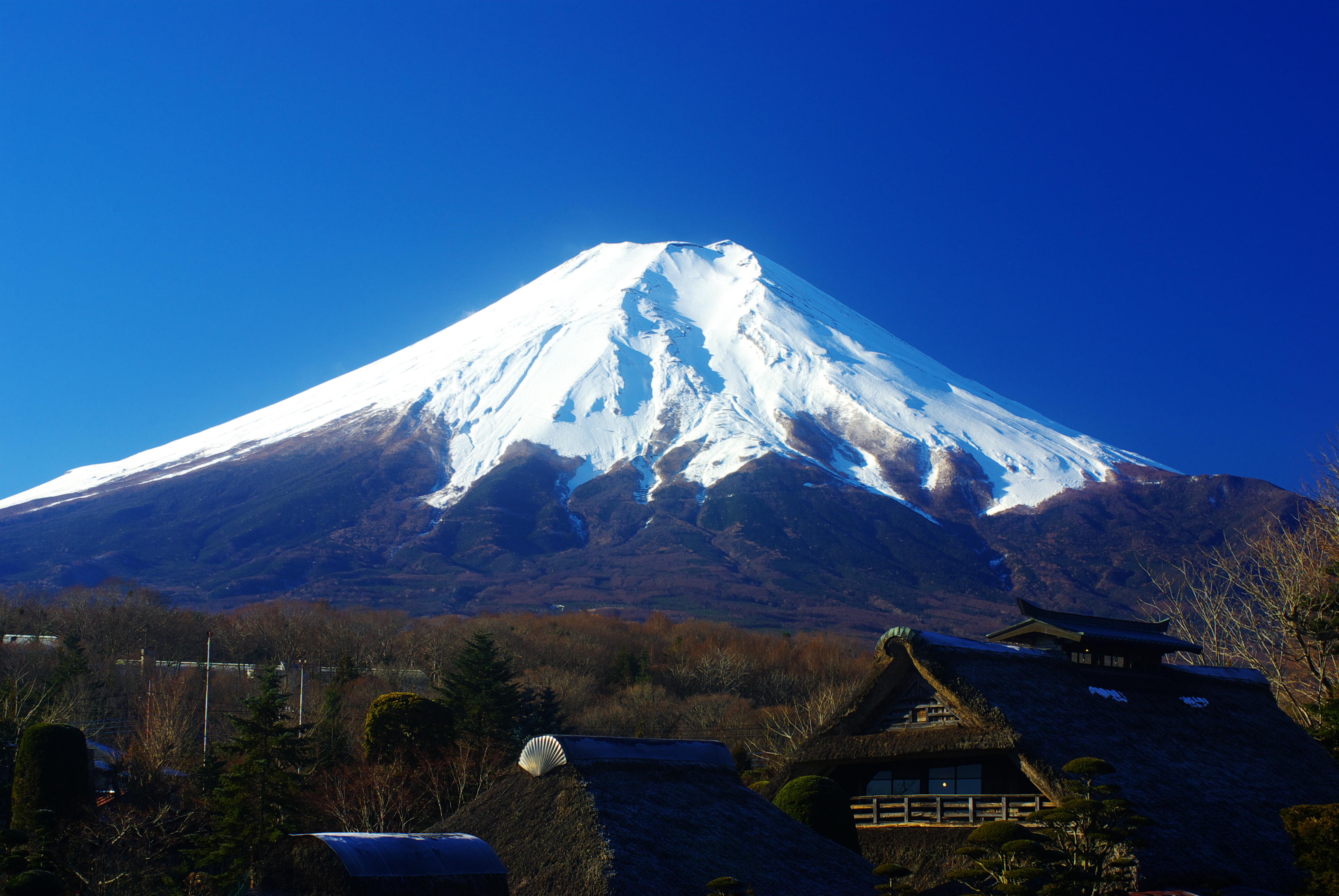
日本で一番高い山は富士山（剣ヶ峰、静岡県・山梨県）

最高峰（さいこうほう）とは、ある大陸・島や地方、国などで最も高い山に対する呼称である。例えば世界の最高峰はエベレスト山（8848m）、日本の最高峰は富士山の剣ヶ峰（3776m）である。七大陸最高峰、各都道府県の最高峰など、テーマを決めて最高峰の完登に挑戦する登山者も少なくない。
転じて、ある一群の中で最高のものの意にも使用される。

## 最高峰が明確に決定できない場合
以下のような理由から、対象とする地域の最高峰が明確に決定できず、複数の説が存在する場合や議論の元となる場合がある。
1. 最高峰周辺において境界線が決定されていない、または係争中である場合。
2. 対象地域の最高地点が山頂ではなく山の中腹にある場合。必ずしも最高地点＝最高峰であるとは限らない。
3. 最高峰が名称のつけられていない小ピークである場合。
4. 大陸または島の最高峰で、その大陸または島本体（いわゆる本土）よりも高い山が周辺の諸島に存在している場合。

1.の例
- K2（8611m）はパキスタンの最高峰とされるが、K2はインド・パキスタン・中国の間で領有権をめぐって係争中のカシミール地方にある。

2.の例
- 大阪府の最高地点は金剛山の中腹にある1056m地点である。最高峰を山頂に限ると大和葛城山（959m）である。
- 秋田県の最高地点は鳥海山の中腹にある1775m地点である。最高峰を山頂に限ると秋田駒ケ岳（1637m）である。

3.の例
- 和歌山県の最高峰は護摩壇山（1372m）とされてきたが、その約700m東にあるピークが1382mで、より高いことがわかった。このピークは2009年3月に「龍神岳」と命名されるまで永らく名称がつけられていなかった。

4.の例
- オーストラリア大陸の最高峰はコジオスコ（2228m）であるが、その周辺の諸島まで含めた場合はニューギニア島のカルステンツ・ピラミッド（4884m）である。詳細は「七大陸最高峰」を参照。

- 九州の最高峰は本土に限れば、大分県の九重山中岳（1791m）になるが、周辺の島も含めた場合は屋久島の宮之浦岳（1936m）になる。

このほか、ヨーロッパの最高峰をエルブルス山とする説とモンブランとする説がある。